# ميغيل ماركيز ماركيز
ميغيل ماركيز ماركيز (بالإسبانية: Miguel Márquez Márquez)‏ هو محامي وسياسي مكسيكي، ولد في 11 نوفمبر 1968 في المكسيك. حزبياً، نشط في حزب العمل الوطني. وقد انتخب Governor of Guanajuato ‏.